# Comuna Trîputnea, Dubrovîțea
Trîputnea (în ucraineană Трипутня) este o comună în raionul Dubrovîțea, regiunea Rivne, Ucraina, formată din satele Hrani, Krîvîțea, Litvîțea, Trîputnea (reședința), Vilne și Zalișanî.

## Demografie
Componența lingvistică a comunei Trîputnea
     Ucraineană (99,12%)
     Alte limbi (0,81%)
Conform recensământului din 2001, majoritatea populației comunei Trîputnea era vorbitoare de ucraineană (99,12%), existând în minoritate și vorbitori de alte limbi.